# Grumari
Grumari ist ein Stadtteil in der Zone Oeste (Westzone) von Rio de Janeiro in Brasilien.
Es ist Teil des Verwaltungsgebiets von Barra da Tijuca. Die Einwohnerzahl liegt bei 133 Personen. Der Stadtteil ist bekannt durch seine langen weißen Strände und sein Naturschutzgebiet Parque Natural Municipal de Grumari.

## Lage
Grumari liegt im Westen der Stadt Rio de Janeiro, direkt am Atlantischen Ozean, etwa 50 Kilometer vom Zentrum entfernt. Westlich davon befindet sich der Stadtteil Guaratiba, östlich davon der Stadtteil Recreio dos Bandeirantes. Die Küstenstraße verbindet beide Stadtteile durch Grumari.
Er ist mit der Einwohnerzahl von 167 Personen der am geringsten bevölkerte Stadtteil von Rio de Janeiro, da ein großer Teil seiner Fläche von Strand, Gebirge, und dichten Wäldern des atlantischen Regenwaldes eingenommen wird. Große Teile des Viertels stehen unter Naturschutz.

## Erholung
Die Strände von Grumari sind ein viel besuchtes Ausflugsziel von Städtern aus Rio de Janeiro. Sie bieten neben den üblichen Strandaktivitäten auch die Möglichkeit zum Wellenreiten. Der größte und bekannteste Strand ist der etwa drei Kilometer lange Praia de Grumari direkt an der Küstenstraße. Im Osten des Praia de Grumari ist ein Teil des Strands, der Praia do Abricó als FKK-Strand eingerichtet. Die Stände Praia do Meio, Praia do Perigoso, Praia do Fundo und Praia do Inferno sind nur über einen Fußweg erreichbar und entsprechend wenig besucht.
An Wochenenden und Feiertagen ist es möglich, dass die Zufahrt zu den Stränden von Grumari und Prainha zwischen 9:00 Uhr bis 15:00 Uhr für Autos gesperrt ist, um die Natur zu bewahren und ein Verkehrschaos zu verhindern, da die Anzahl der Parkplätze (maximal 800) begrenzt ist. Zugang ist dann nur noch zu Fuß oder mit dem Fahrrad möglich.

## Galerie

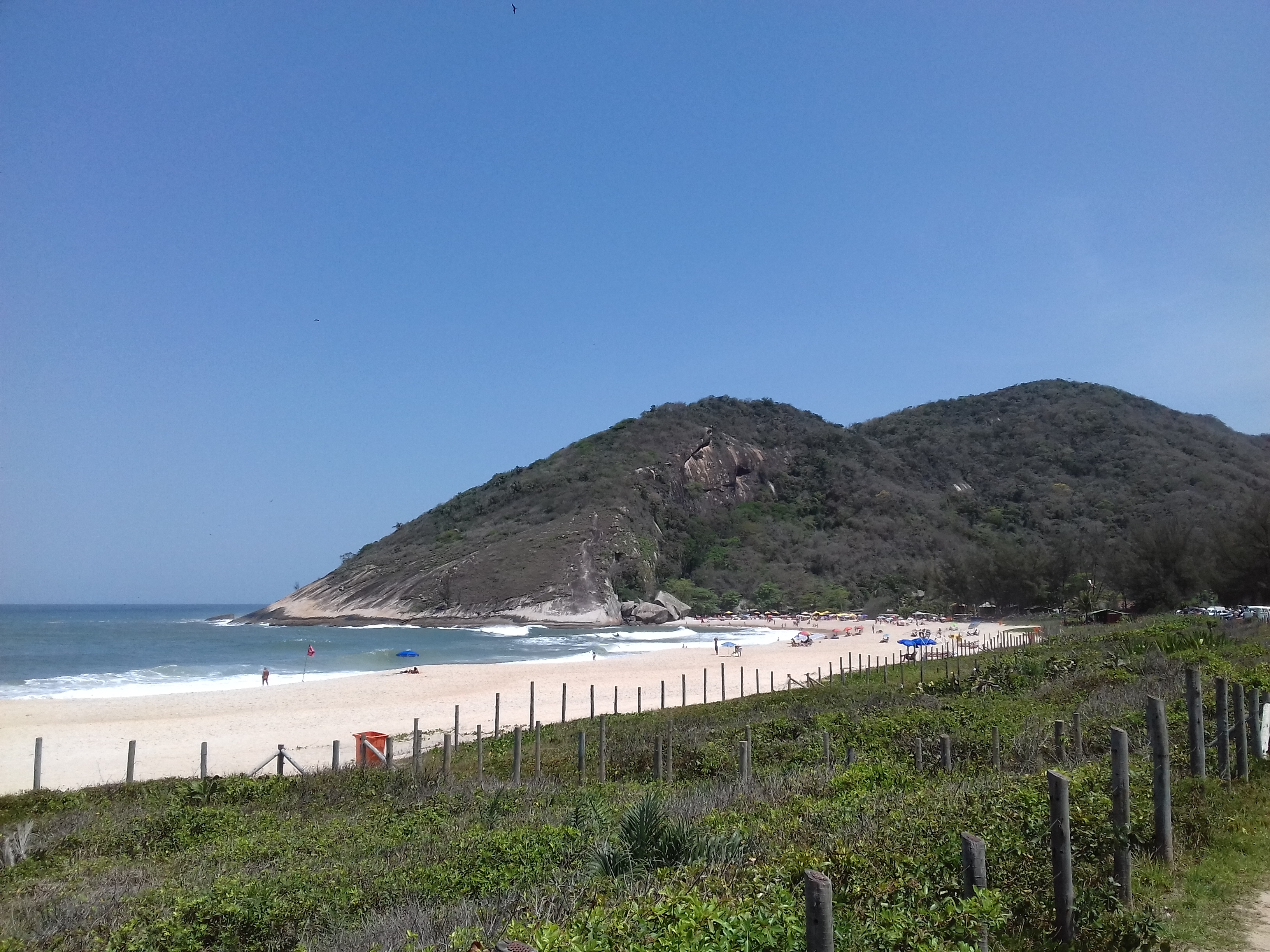
Grumari-Strand (Praia de Grumari)
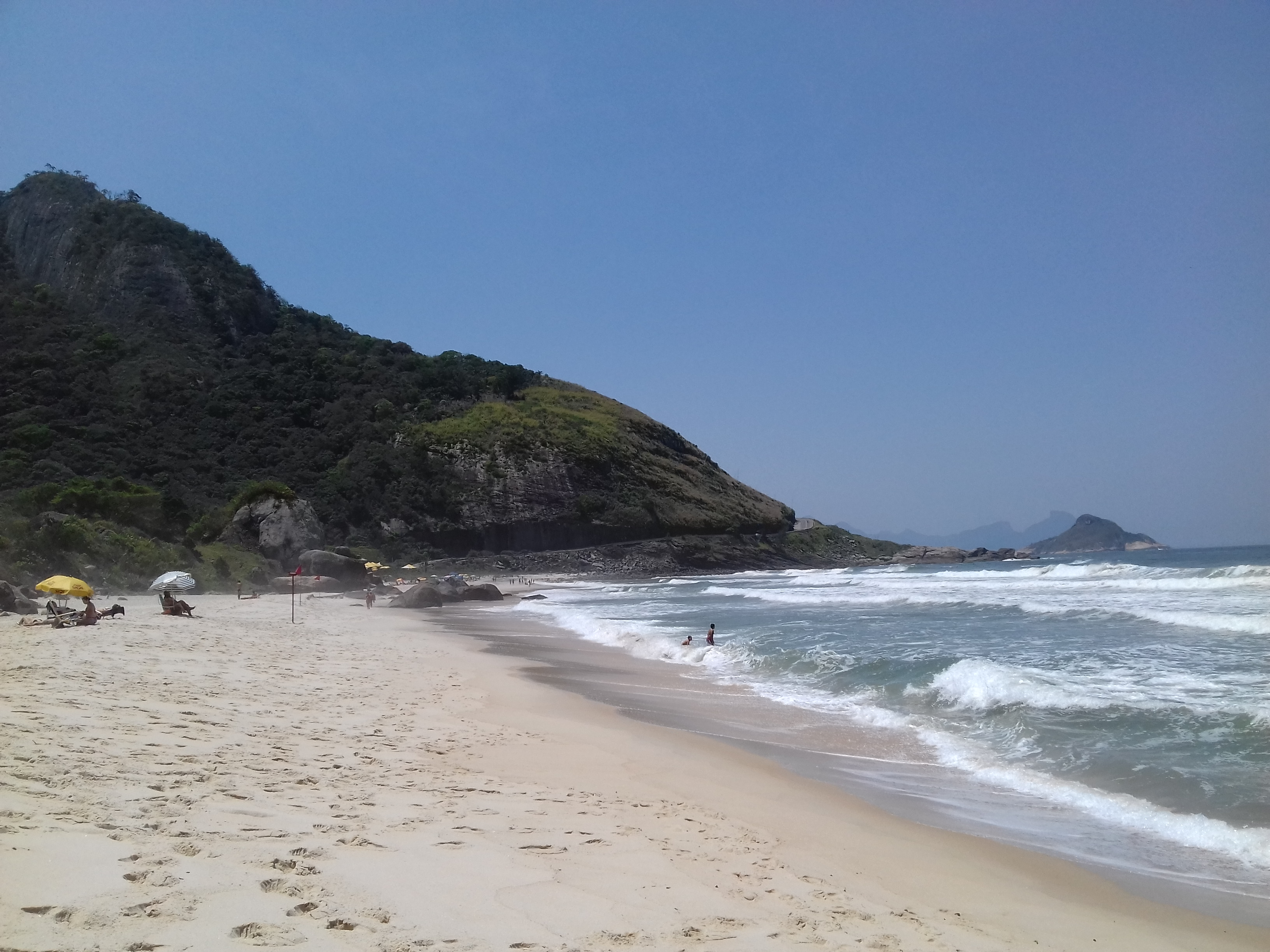
Grumari-Strand (Praia de Grumari)
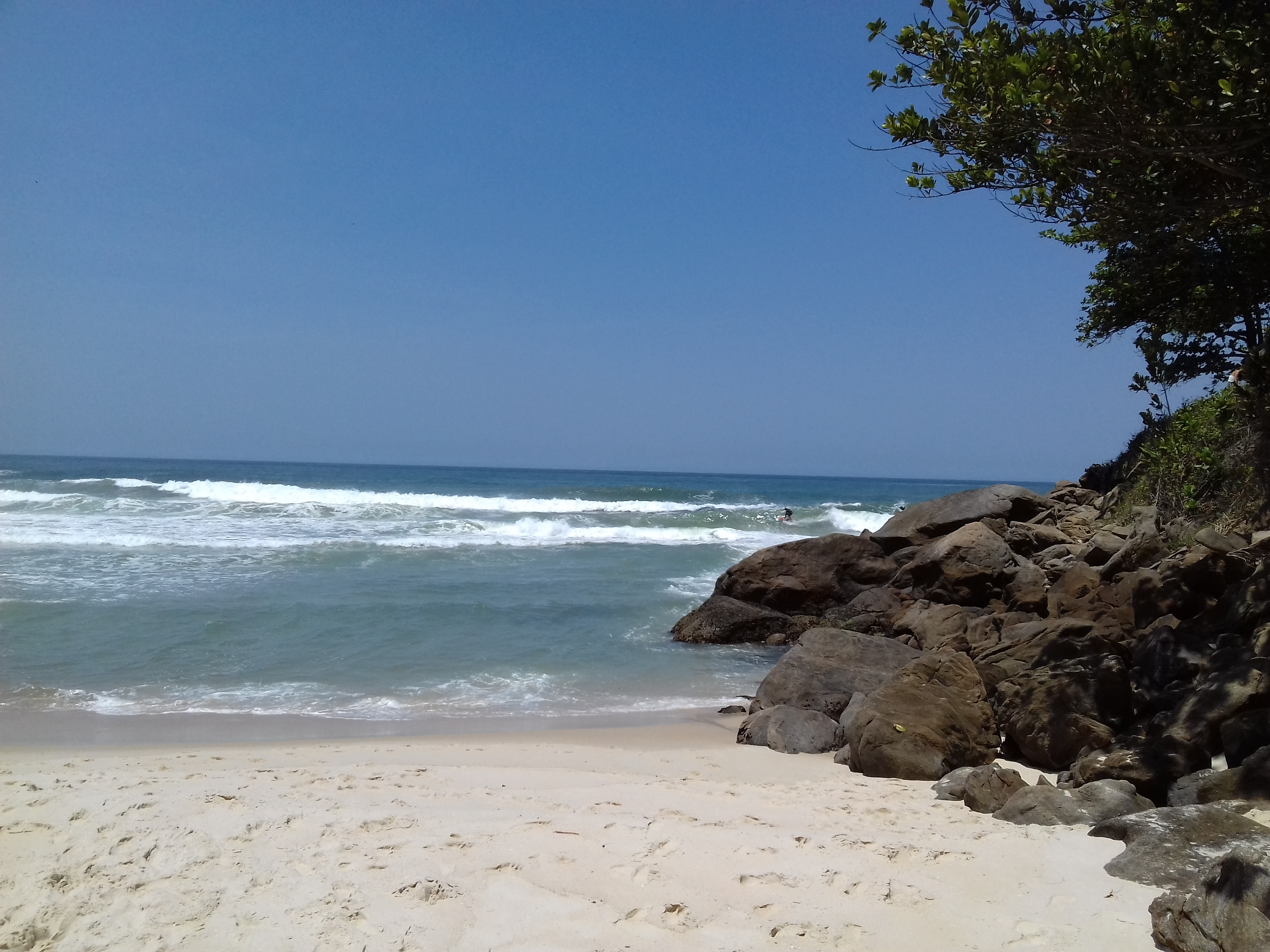
Surfer am Praia de Grumari
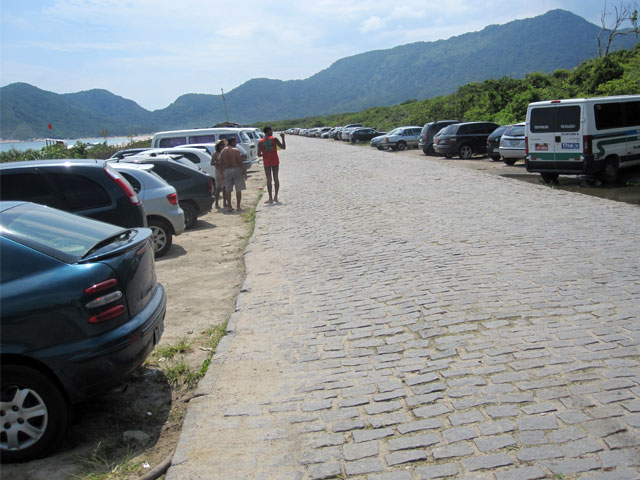
Küstenstraße und Parkplätze